# Shojo
Shojo (少女, letterlijk vertaald "meisje" of "jonge vrouw") is een stroming of genre binnen manga en anime dat gericht is op meisjes, dit als tegenhanger van het genre shonen dat zich meer op jongens richt.
Shojo bevat, in vergelijking met shonen, minder actie en focust meer op het verhaal. Het genre is onderverdeeld in verschillende andere algemene genres zoals komedie, fantasie, romantiek, historische drama en schoolverhalen. Verder zijn er ook typisch Japanse genres, zoals magical girls (魔法少女, maho shojo).

## Geschiedenis
Japanse tijdschriften die op meisjes gericht waren, ook bekend als shojomagazines, verschenen voor het eerst in 1903 met Girls' World (少女界, Shōjo kai). Later kwamen Girls' World (少女世界, Shōjo Sekai) (1906) en Girls' Friend (少女の友, Shōjo no tomo) (1908).
De roots van de grote ogen die typisch zijn voor shojomanga gaan terug tot illustraties van Yumeji Takehisa en Jun'ichi Nakahara, gepubliceerd in shojomagazines aan het begin van de 20ste eeuw. Zij oefenden een grote invloed uit op mangaka die shojowerken tekenden. Bekende voorbeelden zijn Makoto Takahashi en Riyoko Ikeda.
In 1910 waren de meeste shojomanga eenvoudige verhalen die slechts uit een pagina bestonden. Tegen 1930 evolueerden deze tot complexere humoristische strips. Tijdens Wereldoorlog II werden strips als frivool gezien en verdwenen ze langzaamaan.
Na de oorlog volgden shojomanga doorgaans dezelfde patronen die het genre vertoonden voor de oorlog. Een voorbeeld hiervan is Shosuke Kurakane's  Anmitsu Hime. Osamu Tezuka bracht hier verandering in met zijn bijzonder populaire  Ribon no Kishi (リボンの騎士 Princess Knight). Hij zorgde voor intens drama en volwassen thema's in kindermanga. De anime Sally the Witch kan gezien worden als de eerste shojoanime én de eerste magical girl-anime.
Tot 1965 werden de meeste shojomanga getekend door mannen. Bekende vrouwen die tegen deze trend ingingen, zijn Toshiko Ueda, Hideko Mizuno, Masako Watanabe en Miyako Maki. Ze deden dit vaak als beginnelingen om later over te schakelen naar shonen als ze meer ervaren waren. Deze vroege shojoverhalen gingen vaak over jonge tienermeisjes. Romantische liefde was doorgaans taboe, tenzij het verhaal plaatsvond in een fantasiewereld of in een verre plaats of historische periode. Hier bracht de vrouwelijke mangaka Yoshiko Nishitani verandering in. Rond 1965 begon zij met het tekenen van liefdesverhalen tussen hedendaagse Japanse tieners. Dit kwam mogelijk doordat de babyboomer-generatie tieners werden. De industrie wilde hen namelijk als klant houden.
Tussen 1920 en 1969 groeide het publiek voor manga enorm in Japan. De twee grootste genres waren shojo voor meisjes en shonen voor jongens. De typische romantische komedies in het shojogenre vonden hun inspiratie in Amerikaanse televisiedrama's van toen. Door het succes van de Olympische Spelen van 1964 te Tokio nam de interesse in sportmanga voor meisjes, zoals Attack No. 1, sterk toe. In mei 1967 verscheen de eerste shojomanga in een tankōbon.
Van 1969 tot 1971 transformeerden een groep jonge vrouwelijke mangaka het shojogenre. Een aantal van hen, zoals Hagio Moto, Yumiko Oshima en Keiko Takemiya, werden bekend als de Jaar 24 Groep (24年組, Nijūyo-nen Gumi). Deze groep experimenteerde met inhoud en vorm en vonden onder meer het genre yaoi uit. Andere dames zoals Riyoko Ikeda, Yukari Ichijo en Sumika Yamamoto kenden een groot succes met titels als De Roos van Versailles (ベルサイユのばら, Berusaiyu no bara), Ontwerper (デザイナー, Dezainaa) en Eesu wo nerae! (エースをねらえ!, "Aim for the Ace!").
Vanaf 1975 groeide shojomanga zowel qua stijl als aantal nieuwe subgenres. Manga in de jaren 1990 gingen vaak over zelfontwikkeling, de sterkte van de emotionele band tussen vrouwen, en over vrouwelijke strijders die het lot van de maatschappij beschermden. Veel voorkomende subgenres waren romantiek, sciencefiction, fantasy, magical girl, yaoi en josei.

## Shojo-magazines in Japan
In strikte zin zijn shojomanga reeksen die worden gepubliceerd in shojomagazines, tijdschriften gericht op meisjes en jonge vrouwen. Dergelijke magazines verschijnen tweewekelijks (Margaret, Hana to Yume, Shōjo Comic), maandelijks (Ribon, Bessatsu Margaret, Bessatsu Friend, LaLa), tweemaandelijks (Deluxe Margaret, LaLa DX, The Dessert) en driemaandelijks (Cookie BOX, Unpoko). Wekelijkse shojomagazines kwamen in de jaren zestig en zeventig vaak voor, maar verdwenen in de jaren tachtig.

## Voorbeelden
Voorbeelden van shojomanga en -anime zijn:
- Cardcaptor Sakura
- Fruits Basket
- Full Moon wo Sagashite
- Mermaid Melody
- Prétear
- Sailor Moon